# Уэст, Томас, 3-й барон де Ла Варр
Томас Уэст, 3-й (12-й) барон де Ла Варр  (англ. Thomas West, 3rd and 12th Baron De La Warr; 9 июля 1577 — 7 июня 1618) — английский военный и государственный деятель, в честь которого названы залив, река, индейский народ и штат США. Титул барона де ла Варра учреждался дважды; Уэст принадлежит ко второй линии. Томас Уэст стал первым губернатором колонии Вирджиния после издания Второй вирджинской хартии 3 мая 1609 года. Он редко появлялся в колонии, которой управляли его заместители Томас Гейтс, Томас Дейлд, Джордж Ердли и Самуэль Эргалл.

## Ранние годы
Томас родился в семье Томаса Уэста, 2-го барона де Ла Варра и его жены Анны, урождённой Ноллис. Получил образование в Королевском колледже Оксфорда. 25 ноября 1596 года Вест женился на Сесилии Ширли, от которой у него было четверо выживших детей — два сына и две дочери, обе вышли замуж за представителей рода Байронов. Служил в армии под началом Роберта Деверё, 2-го графа Эссекса; после провала устроенного в 1601 году командиром заговора против королевы Елизаветы был обвинён в соучастии, но был оправдан. В следующем году Уэст унаследовал титул своего отца и получил место в Тайном совете.

## Губернатор Вирджинии
В ноябре 1606 года король назначил Де ла Вара в королевский совет, который надзирал за деятельностью Вирджинской лондонской компании. Де ла Вар сам инвестровал в компанию £500, что сделало его крупнейшим инвестором компании. В первые годы существования колонии он наблюдал из Лондона за её положением, и старался усовершенствовать систему управления. Вероятно, он помогал составить Вторую вирджинскую хартию, котоаря отменила королевский совет и дала компании право самой назначать губернатора, который получал право назначать подчинённых ему чиновников. Он обладал знатным происхождением, положением при дворе, военным опытом, и сам был инвестором компании, что делало его очевидным кандидатом в губернаторы колонии. 28 февраля 1610 года компания официально назначила его губернатором и капитан-генералом.
После начала Первой англо-поухатанской войны возглавил отправленный на помощь колонистам отряд из 150 человек, с которым 10 июня 1610 года высадился в Джеймстауне, убедив поселенцев не возвращаться в Англию. Для борьбы с индейцами Уэст использовал знакомую ему не понаслышке тактику, применявшуюся англичанами против ирландских повстанцев и сходную с манерой ведения войны самими поухатанами: устраивал рейды на деревни, жёг дома и поля, изымал продовольствие. Такие решительные действия принесли успех, наградой за который стал пост пожизненного губернатора Виргинии. Оставив исполнять свои обязанности Сэмюэла Аргола, Уэст вернулся в Англию и опубликовал книгу о Виргинии. Оставаясь номинальным губернатором, барон стал получать от поселенцев жалобы на тираническое управление Аргола. В 1618 году он отплыл в Виргинию для расследования этих обвинений и скончался в пути. Долгое время считалось, что Вест был похоронен на Азорских островах или в море, однако в 2006 году исследователи пришли к выводу, что его тело было доставлено в Джеймстаун. Возможно, он похоронен в могиле, ранее считавшейся местом упокоения Бартоломью Госнольда.